# Ķengarags
Ķengarags er en af Rigas 47 bydele (lettisk: apkaime, sing.). Ķengarags har 55.828 indbyggere og dets areal udgør 519 hektar, hvilket giver en befolkningstæthed på 108 indbyggere per hektar.

## Eksterne kildehenvisninger
- Apkaimes – Rigas bydelsprojekt